# Dyrekcja Miejscowych Przedsiębiorstw Budowlanych
Dyrekcja Miejscowych Przedsiębiorstw Budowlanych – przedsiębiorstwo państwowe ustanowione zarządzeniem Ministra Budownictwa z 1950 r., w celu prowadzenia nadzoru i kontroli nad Budowlanymi Przedsiębiorstwami Powiatowymi, powstałymi w ramach narodowych planów gospodarczych, według zasad rozrachunku gospodarczego.
Zarządzenie powstało w porozumieniu z Przewodniczącym Państwowej Komisji Planowania Gospodarczego i Ministrem Skarbu. Zarządzenie pozostaje w ścisłym związku z dekretem z 1947 r. o tworzeniu przedsiębiorstw państwowych.
Nadzór nad Dyrekcją sprawował Minister Budownictwa.

## Działalność
Przedmiotem działania Dyrekcji było koordynowanie działalności państwowych przedsiębiorstw pod nazwą: Budowlane Przedsiębiorstwo Powiatowe i nadzór fachowy w zakresie ich działalności techniczno-budowlanej, w tym:
- opracowywanie dla nich zbiorczych planów finansowo-gospodarczych,
- instruowanie ich w zakresie planowania i bieżącej działalności,
- regulowanie sprawy zaopatrzenia tych przedsiębiorstw w środki działania,
- reprezentowanie ich potrzeb w tym zakresie wobec władz planujących i finansujących.

W szczególności do zadań Dyrekcji należało:
- powoływanie i zwalnianie dyrekcji Budowlanych Przedsiębiorstw Powiatowych,
- normowanie organizacji Budowlanych Przedsiębiorstw Powiatowych w ramach ich statutu,
- prowadzenie centralnej sprawozdawczości z działalności Budowlanych Przedsiębiorstw Powiatowych,
- wydawanie zarządzeń, wynikających z analizy sprawozdań i lustracji terenowych,
- zbiorcze opracowywanie planu inwestycji własnych Budowlanych Przedsiębiorstw Powiatowych oraz normatywów ich środków obrotowych.

Organem zarządzającym Dyrekcji Miejscowych Przedsiębiorstw Budowlanych była dyrekcja, powoływana i zwalniana przez Ministra Budownictwa, składająca się z naczelnego dyrektora, reprezentującego dyrekcję samodzielnie oraz z podległych mu dwóch dyrektorów.
Do ważności zobowiązań, zaciąganych przez Dyrekcję wymagane było współdziałanie, zgodnie z uprawnieniami, przewidzianymi w statucie:
- dwóch członków dyrekcji łącznie,
- jednego członka dyrekcji łącznie z pełnomocnikiem
- dwóch pełnomocników handlowych w granicach ich pełnomocnictw.